# Urochloa
Urochloa és un gènere de plantes de la família de les poàcies, ordre de les poals, subclasse de les commelínides, classe de les liliòpsides, divisió dels magnoliofitins.

## Taxonomia
- Urochloa acuminata
- Urochloa adspersa
- Urochloa advena
- Urochloa albicoma
- Urochloa argentea
- Urochloa deflexa
- Urochloa fasciculata (Sw.) R.Webster
- Urochloa humidicola
- Urochloa mutica (Forssk.) T.Q.Nguyen
- Urochloa panicoides P.Beauv.
- Urochloa platyphylla
- Urochloa ruziziensis